# Heinrich Wiechens
Heinrich Wiechens (* 31. Januar 1884 in Hasede, Landkreis Hildesheim; † 1. Oktober 1949 in Kassel) war ein deutscher Jurist und Politiker (Zentrum). Von 1920 bis 1932 war er der letzte Landrat des Kreises Gersfeld.

## Leben
Heinrich Wiechens, promovierter Jurist, wurde 1907 Gerichtsreferent und 1912 Gerichtsassessor am Amtsgericht Meinersen. Nach Tätigkeit als Rechtsanwalt arbeitete er für das Landgericht Hanau. Von 1915 bis 1918 leistete er Kriegsdienst. 1919 wurde er Mitglied der Stadtverordnetenversammlung von Hanau.
1920 folgte er Georg Nirrnheim und war letzter Landrat des Kreises Gersfeld. Von 1926 bis 1932 war er Mitglied im Kommunallandtag Kassel und Provinziallandtag der Provinz Hessen-Nassau. Zudem war er stellvertretender Vorsitzender des Provinzialausschusses, stellvertretendes Mitglied des Landesausschusses und Hauptversammlung der Hessisch-Nassauischen Lebensversicherung. 1932 erfolgte die Zusammenlegung des Kreises Gersfeld mit dem Kreis Fulda.
Infolge der Auflösung des Landkreises Gersfeld 1932 wechselt Heinrich Wiechens zum Regierungspräsidium Kassel. Dort verblieb er auch während der Zeit des Nationalsozialismus und wurde nach dem Zweiten Weltkrieg 1945 zunächst Leiter der Abteilung I des Regierungsbezirks Kassel und somit ständiger Vertreter des Regierungspräsidenten. 1947 wurde er Regierungsvizepräsident in Kassel. Er schied 1948 aus dem Dienst aus.
Wiechens war Mitglied der katholischen Studentenverbindungen AV Rheno-Guestfalia Kiel, AV Palatia Göttingen, KAV Suevia Berlin und der KDStV Hercynia Freiburg im Breisgau, alle im CV.